# USS South Dakota (BB-57)
La USS South Dakota (BB-57) fu una corazzata della U.S. Navy e venne costruita dopo la scadenza dei trattati navali di Washington e di Londra. Capostipite dell'omonima classe, costruita dopo la classe North Carolina, è stata la terza nave della Marina degli Stati Uniti ad essere chiamata in onore del 40º Stato, dopo un incrociatore corazzato della classe Pennsylvania ed una corazzata del 1920 il cui programma venne interamente cancellato a causa dell Trattato navale di Washington.

## Il progetto
L'U.S. Navy pianificò la costruzione della classe sulla base della precedente classe North Carolina, equipaggiandole con 9 cannoni principali da 406 mm in tre torri trinate. L'elevata velocità della nave (pari a 27 nodi), le classificava come corazzate veloci e consentiva a queste corazzate di agire in sincronia con le portaerei, come di norma accaduto durante la Guerra del Pacifico.

## Servizio
La nave prestò servizio inizialmente con la flotta del Pacifico, poi brevemente con la flotta atlantica, operando insieme alla Home Fleet britannica durante la caccia alla Tirpitz. Il 21 agosto 1943 ripartì da Norfolk per raggiungere nuovamente la flotta del Pacifico. In questa parte del servizio, partecipò alle operazioni della campagna di Guadalcanal e con le corazzate veloci di scorta alla scorta dei task group di portaerei, effettuò vari bombardamenti costieri, compresi alcuni sulle coste giapponesi e durante la battaglia di Okinawa.

### L'impresa di Guadalcanal
La Marina nipponica, stava quindi approfittando della congiuntura favorevole, per tentare di rinconquistare quell'isola dalla così elevata rilevanza strategica. Il 12 novembre, venne pianificato perciò, un ulteriore cannoneggiamento dell'aeroporto e, a tal fine, venne inviato un gruppo navale da bombardamento, al quale però rispose la Marina statunitense, facendo dirigere immediatamente sul posto la sua forza navale. Ne scaturì quella che viene spesso indicata come la Terza battaglia delle Salomone, nella quale la flotta americana riuscì a mettere in fuga le unità giapponesi, subendo però ingenti danni. Due giorni dopo, il 14 novembre, quando i giapponesi portarono un nuovo attacco all'isola, le sole unità americane ancora in grado di affrontare il nemico erano le corazzate Washington e South Dakota, accompagnate da 4 cacciatorpediniere (Preston, Walke, Benham e Gwin): per l'U.S. Navy si trattò del momento più critico di tutta la campagna di Guadalcanal. Nella battaglia navale combattuta la notte del 14 novembre i cacciatorpediniere americani furono distrutti, mentre la South Dakota, sotto il fuoco convergente delle navi nemiche guidate dalla corazzata Kirishima, si trovò priva di energia elettrica per i colpi ricevuti e per un errore del direttore di macchina nel ripristinare i fusibili principali; di conseguenza si trovò ridotta al silenzio senza neanche l'energia per brandeggiare le torri, con i sistemi radar e radio fuori uso; evidenziata da relitti in fiamme ricevette altri colpi e protetta dalla sua pesante corazzatura si allontanò dalla zona della battaglia. Per contro la Washington, rimasta illesa, si diresse verso la Kirishima esplodendole contro una serie di precise cannonate guidate dal suo radar: in 7 minuti andarono a segno 9 proiettili da 406 mm e oltre 40 munizioni da 127 mm, che misero fuori combattimento la corazzata giapponese. Dopo questo combattimento le operazioni di bombardamento da parte della Marina giapponese cessarono e i Giapponesi persero l'opportunità di riconquistare Guadalcanal. La nave venne riparata parzialmente dalla nave officina USS Prometheus a Noumea, in modo da poter intraprendere il viaggio verso gli Stati Uniti, partendo il 25 novembre verso Tongatapu. Arrivata a New York il 18 dicembre, rimase ai lavori fino al 25 febbraio 1943, e dopo le prove post-lavori operò in Atlantico insieme alla portaerei USS Ranger.